# Pyrrhopyge hadassa
Espèce
Pyrrhopyge hadassa est une espèce de lépidoptères (papillons) de la famille des Hesperiidae, de la sous-famille des Pyrginae, de la tribu des Pyrrhopygini et du genre Pyrrhopyge.

## Dénomination
Pyrrhopyge hadassa a été nommé par William Chapman Hewitson en 1866.

### Nom vernaculaire
Pyrrhopyge hadassa se nomme Hadassa Firetip en anglais.

### Sous-espèces
- Pyrrhopyge hadassa hadassa; présent en Colombie, en Équateur, en Bolivie et au Pérou.
- Pyrrhopyge hadassa halma Evans, 1951; présent au Pérou et en Bolivie.
- Pyrrhopyge hadassa hanga Evans, 1951; présent au Pérou.
- Pyrrhopyge hadassa henna Evans, 1951; présent  au Pérou.
- Pyrrhopyge hadassa pseudohadassa Mabille & Boullet, 1908; présent en Bolivie, au Pérou et au Brésil[1].

## Description
Pyrrhopyge hadassa est un papillon au corps trapu marron, aux côtés du thorax marqués de rouge et à l'extrémité de l'abdomen orange. 
Les ailes sont de couleur marron foncé ou noir à reflets verts avec une frange  et une bordure marginale orange, fine aux ailes antérieures, plus large aux ailes postérieures.

## Écologie et distribution
Pyrrhopyge hadassa est présent en Colombie, en Équateur, en Bolivie, au Pérou et au Brésil.

### Protection
Pas de statut de protection particulier.